# Сражение при Карабабе
Сражение при Карабабе — одно из сражений во время русско-персидской войны, произошедшее 27 октября 1808 года вблизи армянского села Карабаба (ныне  территория Нахичеванской автономной республики Азербайджана).

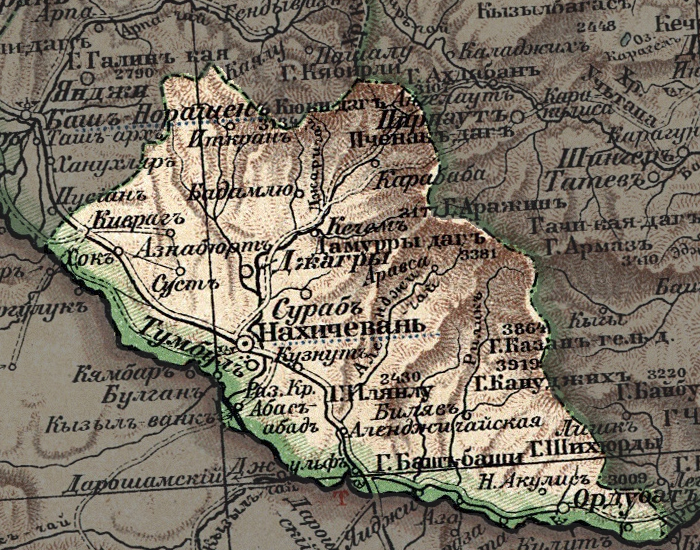
Карабаба на карте Нахичеванского уезда

В осеннюю кампанию 1808 года основные силы главнокомандующего российскими войсками на Кавказе генерал-фельдмаршала И. В. Гудовича двинулись на Эривань. Одновременно выполнявший его приказ генерал-майор П. Ф. Небольсин, имея 78 офицеров и 3052 нижних чина и 9 орудий, выступил из Карабаха и, преодолевая заснеженные горные перевалы, направился в Нахичеванское ханство. 27 октября его авангард, бывший под командой полковника Д. Т. Лисаневича, у села Карабаба, в 18 верстах от Нахичевани столкнулся с корпусом наследника шахского престола Аббаса-Мирзы (3000 пехоты, 10 000 конницы, 12 пушек и 60 фальконетов). 
Аббас-Мирза, желая отрезать авангард от главных сил русских, начал наступать в обход флангов. Лисаневич, видя ослабленный центр персов и ожидая быстрого подхода Небольсина, стремительно атаковал центр, в то время как полковник П. С. Котляревский — левый фланг противника. Неожиданная атака и подход главных сил русских вызвали панику в рядах персов, и они бежали в строну Нахичевани, преследуемые русскими войсками. Отступление было столь неорганизованным, что наследный принц оставил своих раненых. Потери русского отряда составили 37 убитых, 72 раненых, 6 пленных. 
1 ноября Небольсин, к которому присоединился сын нахичеванского хана, Шейхали-бек, без боя вошёл в Нахичевань. Остатки персидских войск бежали за реку Аракс.